# Ophiocten carinatum
Ophiocten carinatum är en ormstjärneart som beskrevs av Paul E. Hertz 1926. Ophiocten carinatum ingår i släktet Ophiocten och familjen fransormstjärnor. Inga underarter finns listade i Catalogue of Life.